# Entoniscoides okadai
Entoniscoides okadai là một loài chân đều trong họ Entoniscidae. Loài này được Miyashita miêu tả khoa học năm 1940.